# Rune Zernell
Stig Rune Zernell, född 2 juni 1921 i Stockholm, död 25 december 2009 i Nacka, var en svensk industridesigner.
Zernell, som var son till köpman Sixten Zernell och Zandra Zernell, studerade vid Tekniska skolan 1937–1939, avlade ingenjörsexamen vid Tekniska institutet i Stockholm 1943 och studerade vid Slöjdföreningens skola i Göteborg 1950–1952. Han anställdes vid Skandinaviska Aero AB i Norrtälje 1943, Svenska Flygmotor AB i Trollhättan 1945, AB Svenska Järnvägsverkstäderna i Linköping 1947, AB Volvo i Göteborg 1949 och var chefsdesigner vid Atlas Copco AB i Stockholm från 1956.